# Abies cilicica
Abies cilicica es una especie de conífera perteneciente a la familia Pinaceae.

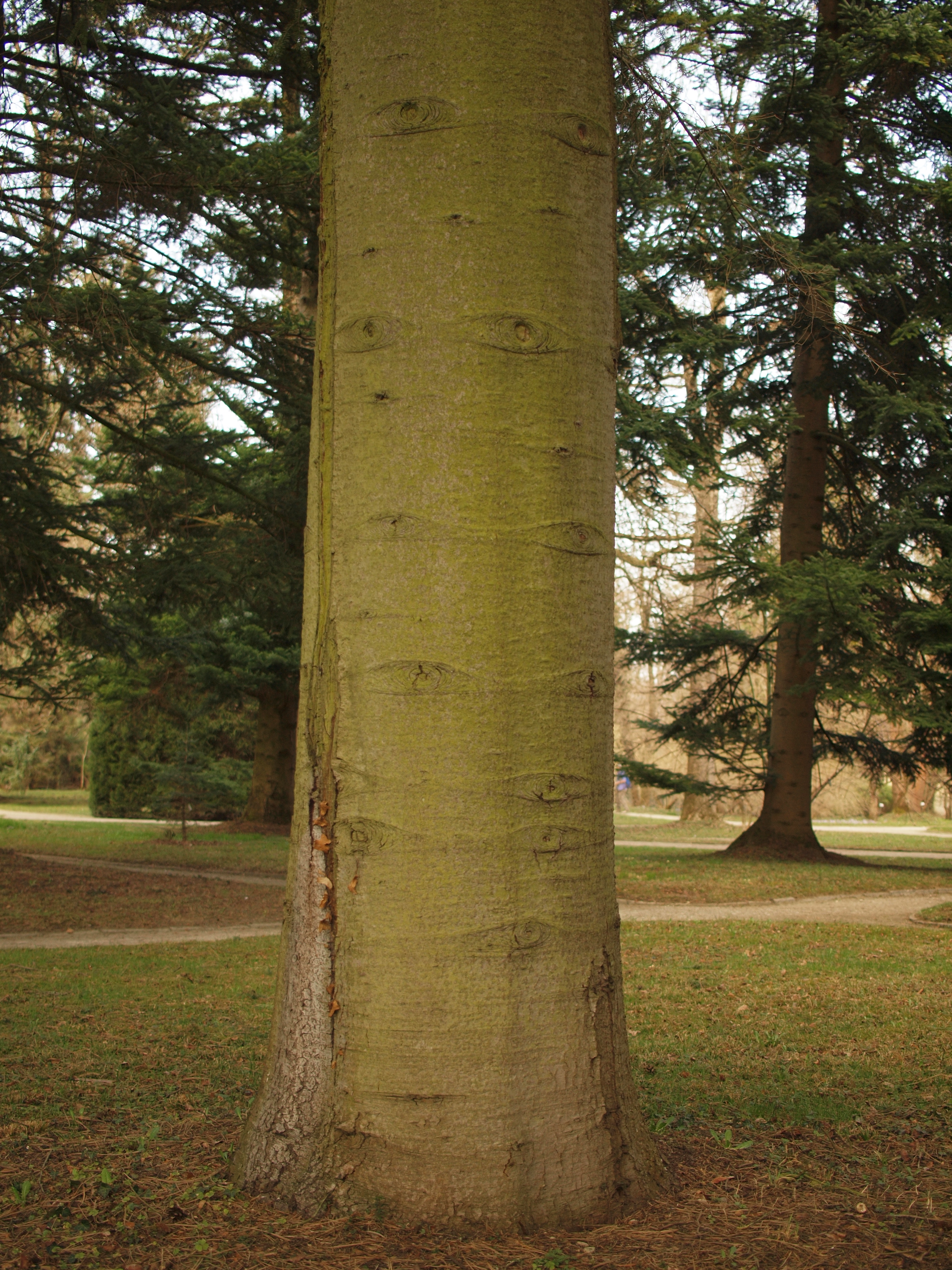
Tronco

## Descripción
El abeto es un árbol casi piramidal fuerte, que alcanza alturas de 25 a 30 metros y un diámetro de 75 a 210 centímetros. La corteza es inicialmente suave y en las ramas jóvenes es de color amarillo-rojizo a gris-verde oliva. Las hojas son estrechas como agujas de color verde brillante, El periodo de floración es en mayo, las semillas maduran en septiembre-octubre. Los conos cilíndricos de color rojizo-marrón, tienen una longitud de 15 a 30 cm y un diámetro de 4 a 6 cm. Las semillas aladas son de color rojizo-marrón, y de aproximadamente 5 cm de largo. 

## Hábitat
Se encuentran en Líbano, Siria, y Turquía.En los Montes Tauro, en alturas desde 1000 a 2100 metros. Prefiere un clima suave, con inviernos húmedos y veranos secos. En Taurus, forma grandes colonias puras o mezcladas con los bosques de cedro del Líbano en alturas superiores a los 1900 metros en la vertiente sur y oeste, junto con los hayedos. 
En Europa central se cultiva como planta ornamental.

## Taxonomía
Abies cilicica fue descrita por (Antoine & Kotschy) Carrière y publicado en Traité Général des Conifères 299. 1855.
Etimología
Abies: nombre genérico que viene del nombre latino de Abies alba.
cilicica: epíteto
Sinonimia
- Abies cilicica var. pyramidalis Boydak & Erdórul
- Abies kotschyana Fenzl ex Tchich.
- Abies rinzii Gordon
- Abies selinusia Carrière
- Abies tchugatskoi Lawson ex Gordon
- Picea cilicica (Antoine & Kotschy) Rauch. ex Gordon
- Pinus cilicica Antoine & Kotschy
- Pinus tchugatskoi Fisch. ex Henkel & Hochst.[4][5]